# خوسيه مورينو مورا
خوسيه مورينو مورا (بالإسبانية: José Alcides Moreno)‏ (10 سبتمبر 1981 بسانتاندير دي كيليجاو في كولومبيا - ) هو لاعب كرة قدم كولومبي في مركز الهجوم. شارك مع منتخب كولومبيا لكرة القدم. أما مع النوادي، فقد لعب مع أتليتيكو هويلا وأمريكا دي كالي وأونس كالداس وإنديبندينتي وخوان أوريتش وديبورتيفو باستو ودينامو كييف ونادي ستيوا بوخارست ونادي ميلوناريوس ونيو إنجلاند ريفولوشن ولا إكويداد ‏ وخاخواريس دي كوردوبا وأتليتيكو بوكارامانغا.

## وصلات خارجية
- خوسيه مورينو مورا على موقع اتحاد أوكرانيا (الإنجليزية)
- خوسيه مورينو مورا على موقع قاعدة بيانات كرة القدم.إي يو (الإنجليزية)
- خوسيه مورينو مورا على موقع ناشيونال فوتبول تيمز (الإنجليزية)
- خوسيه مورينو مورا على موقع Soccerway.com (الإنجليزية)
- خوسيه مورينو مورا على موقع AS.com (الإسبانية)